# 요시프 초프
요시프 초프(크로아티아어: Josip Čop, 1954년 10월 14일, SR 크로아티아 바라주딘 ~)는 크로아티아의 전직 축구 선수이다.

## 클럽 경력
현역 시절, 그는 바르테크스, 자르게브, 하이두크 스플리트, 그리고 SK 슈투름 그라츠에서 활약했다.

## 국가대표팀 경력
1984년 6월, 그는 유로 1984를 앞두고 연습으로 뛰는 포르투갈과의 친선경기에서 유고슬라비아 국가대표팀 신고식을 치렀고, 총 2번의 국가대표팀 경기에 출전했지만, 골을 넣은 적은 없었다. 그의 2번째이자 마지막 국가대표팀 경기는 닷새 후에 열린 스페인과의 경기였다. 그는 유로 1984에 참가했지만, 한 경기도 출전하지 못했다.

## 은퇴 후
은퇴 후, 그는 크로아티아 축구 연맹 비서실장으로서 스포츠 행정에 종사했다. 국제 축구 연맹, 유럽 축구 연맹은 물론 유럽 축구 연맹의 위원회의 대표를 지냈다.(그가 맡은 보직들 중에는 경기장 및 보안 위원회, 대표진, 경기장 인솔진, 유럽 U-21 선수권 대회 위원회원이 있었다)
초프는 1996년부터 1998년까지 크로아티아 축구 연맹의 비서실장을 역임했다. 2005년부터는 크로아티아 올림픽 위원회의 총실장을 역임했고, 4년제 3기째를 역임했다.